# Бордоская жидкость

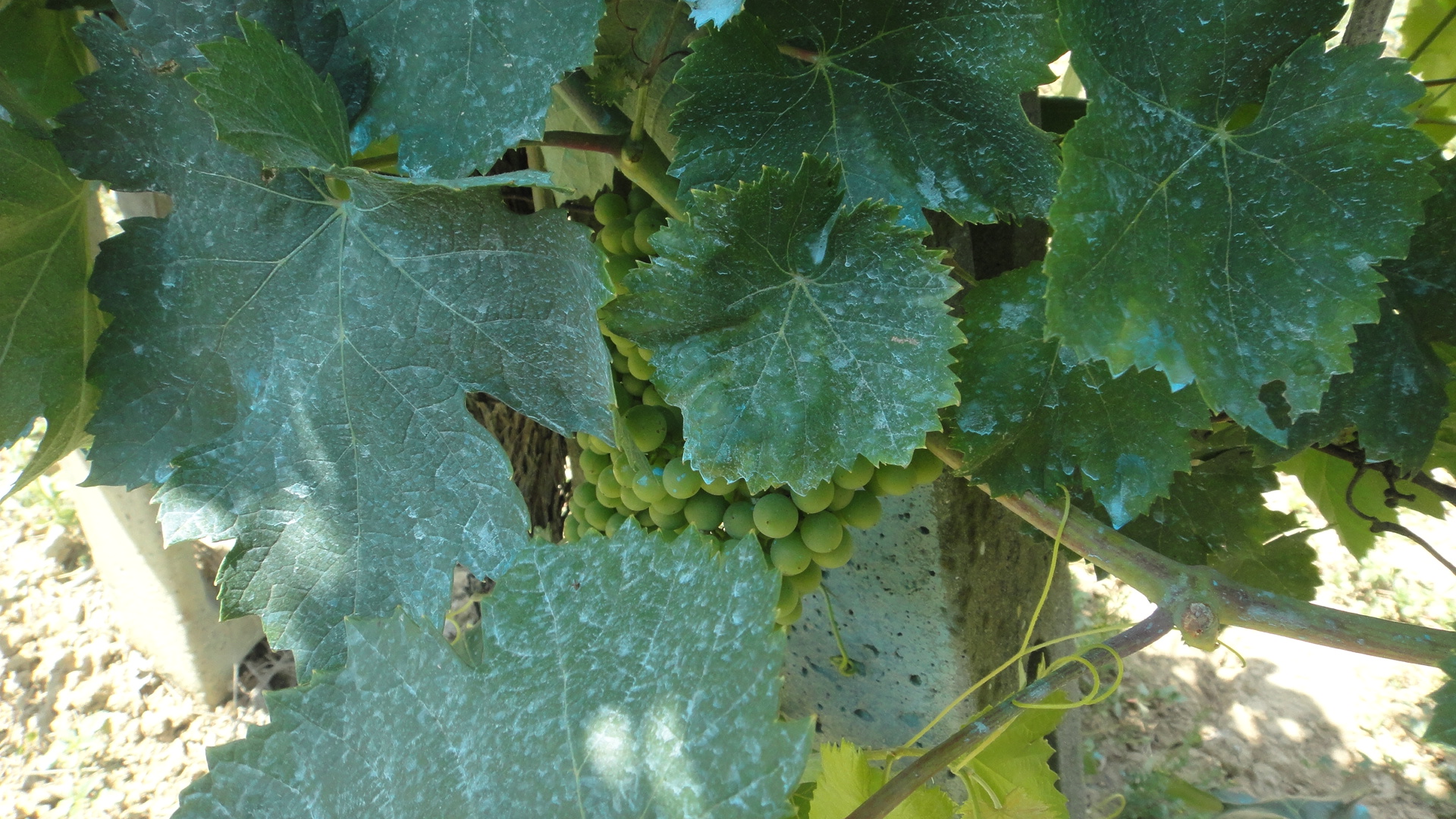
Бордоская жидкость на листьях винограда

Бордо́ская жи́дкость — раствор медного купороса CuSO4 · 5H2O в известковом молоке Ca(OH)2. Жидкость небесно-голубого цвета. Один из первых фунгицидов, продолжает применяться в растениеводстве.
Введена в широкий оборот французским ботаником П. Мильярде (1838—1902) во время эпифитотии рубежа 1870-х и 1880-х годов для защиты виноградников Бордо от плесневого гриба Plasmopara viticola.

## История создания
Виноградари Франции обратились к известному учёному Жозефу Луи Прусту с необычной просьбой: они попросили найти безопасное средство для защиты их урожая от воришек. Просьба не смутила химика, и он предложил им обрабатывать созревающие ягоды смесью извести и медного купороса. Голубая с синим отливом смесь, высыхая на гроздях винограда, выглядела как плесень, при этом не причиняла никакого вреда растению и легко смывалась, а самое главное — желающих воровать такие непривлекательные ягоды не нашлось. Смесь стала настолько популярной, что впоследствии её стали называть смесью Пруста, по имени создателя, или бордоской смесью (фр. Bouillie bordelaise), по названию места, где её особенно часто применяли. В 1882 году ботаник Пьер Мари Мильярде, проезжая мимо виноградников, где особенно часто использовалась смесь Пруста, обратил внимание на полное отсутствие следов виноградной гнили на созревающих гроздях. Причина этого была быстро найдена: медь, содержащаяся в бордоской смеси, убивала грибок.

### Рецепт № 1
Для приготовления 1%-го препарата в небольшом количестве воды гасят 100 г негашёной комовой извести и добавляют к ней 5 л воды. В другой посуде (неметаллической!) в небольшом количестве горячей воды растворяют 100 г медного купороса. К этому раствору тоже добавляют 5 л воды. Затем раствор медного купороса при постоянном помешивании вливают в известковое молоко. Можно и одновременно сливать раствор медного купороса и известковое молоко в третий резервуар. В результате образуются основные соединения сернокислой меди, обладающие высокими фунгицидными (убивают вредоносные грибки) свойствами.
Нельзя смешивать концентрированные растворы медного купороса и известкового молока, а затем этот концентрированный раствор разбавлять водой, а также вливать известковое молоко в раствор медного купороса.
Правильно приготовленная бордоская жидкость должна иметь небесно-синий (бирюзовый) цвет и нейтральную или слабощелочную реакцию. Реакцию проверяют универсальным индикатором, а также лакмусовой или фенолфталеиновой бумагой. При отсутствии этих индикаторов можно воспользоваться железными предметами, но обязательно очищенными от смазки и не покрытыми ржавчиной. Если этот предмет покрывается красноватым налётом меди (означает, что раствор кислый), надо добавить известковое молоко, чтобы нейтрализовать кислотность приготовленной жидкости.
Для приготовления более концентрированного 3%-го рабочего раствора требуется 300 г медного купороса и 300 г извести.
В XIX веке 20%-й раствор медного купороса применяли для борьбы с сорной растительностью в посевах злаков.

### Рецепт № 2
Килограмм медного купороса растворяют в небольшом количестве горячей воды, затем доливают холодной водой до 50 литров. В другой посуде, деревянной или глиняной, в 50 литрах воды гасят килограмм негашёной извести. После этого раствор медного купороса вливают в раствор извести, постоянно его помешивая деревянной мешалкой. Получается жидкость красивого ярко-голубого (небесного) цвета. Раствор бордоской жидкости должен быть нейтральным, то есть не кислым (при избытке купороса) и не щелочным (при избытке извести). Если бордоская жидкость содержит медного купороса больше, чем надо, на листьях после опрыскивания могут появиться ожоги. Если же в жидкость добавить больше, чем нужно, извести, она будет слабо действовать на грибок. Проверку можно выполнить при помощи синей лакмусовой бумажки. При избытке купороса бумажка окрашивается в красный цвет. В этом случае добавляют раствор извести до тех пор, пока бумажка перестанет окрашиваться в красный цвет. Железной посудой пользоваться нельзя, так как от неё жидкость портится.